# Ignacio Aguilar y Marocho
Ignacio Aguilar y Marocho (Valladolid, Michoacán, 15 de septiembre de 1813 - Ciudad de México, 28 de marzo de 1884) también conocido como Ignacio de Aguilar, fue un poeta, periodista, abogado, político y académico mexicano.  Fue miembro de la Junta de Notables que invitó a Maximiliano de Habsburgo a gobernar México. Su obra política y literaria refleja su ideal conservador.

## Semblanza biográfica
Sus padres fueron Don José María Aguilar y Montenegro y Doña Carmen Marocho y Camina. Recibió la instrucción primaria en una escuela gratuita de los religiosos agustinos en su convento, y luego en otra sostenida probablemente por los fondos municipales. Emprendió sus estudios secundarios en 1824, asistiendo como alumno externo al Seminario Conciliar, ocupando siempre los primeros lugares debido a su dedicación al estudio. A pesar de los más calificados aspirantes se le distinguió con la cátedra de filosofía en su segundo año de jurisprudencia, cargo que ejerció por tres años. Estudió en el seminario del convento agustino de Valladolid (hoy Morelia), obtuvo el título de abogado en 1838. Fue profesor en su alma mater. Se dedicó al periodismo, fundó la publicación Sociedad Católica y colaboró para los periódicos La Voz de México y El Universal.
Fue asesor del Tribunal Mercantil de San Luis Potosí donde fijó su residencia en 1841. Allí se casó con doña Josefa Aguirre. Durante el gobierno dictatorial de Antonio López de Santa Anna fue ministro de Gobernación, siendo condecorado con la Gran Cruz de Comendador de la Orden Nacional de Nuestra Señora de Guadalupe. En 1846 fue diputado al Congreso de la Unión por Michoacán. Fue oficial mayor del Tribunal Pleno y Primera Sala de la Suprema Corte de Justicia durante el gobierno conservador de 1858 a 1860. En 1862, fue autor del Dictamen de la Junta de Notables el cual sugería el establecimiento de la monarquía en México. Viajó al castillo de Miramar para ofrecer al archiduqe de Austria Fernando Maximiliano de Habsburgo la corona de emperador de México. 
Durante el establecimiento del Segundo Imperio Mexicano fue enviado extraordinario y ministro plenipotenciario en Madrid y en el Vaticano.
Fue nombrado miembro de número de la Academia Mexicana de la Lengua, a la cual ingresó el 10 de agosto de 1880. Fue el tercer ocupante de la silla I. Murió en la Ciudad de México el 28 de marzo de 1884.

## Obras publicadas
- La batalla del Jueves Santo, 1894.
- El ingenioso empleado Don Quijote de la Garra
- Dictamen acerca de la forma de gobierno que,para constituirse definitivamente, conviene adoptar en México, 1862.
- Diálogo entre Mc. Clane y don Melchor Ocampo
- Informe sobre la propiedad de quince barras de la Mina La Luz, 1868.
- Jurado Mejía-Beraza: defensa del acusado, 1875.
- La familia enferma
- Poesías